# Vollwappen
Ein Vollwappen ist in der Heraldik eine komplette Darstellung von mindestens einem Wappenschild mit den dazugehörigen Teilen des Oberwappens über dem Schild.

## Beschreibung
Das Oberwappen muss wenigstens Helm, Helmdecke, die Helmzier einbegriffen, oder Krone, beziehungsweise in der kirchlichen Heraldik der Hut mit Quastenschnüren oder Mitra mit den dazugehörigen Insignien haben.
Die Prachtstücke, wie der Schildhalter, das Wappenzelt oder Wappenmantel sind häufig einbegriffen. Die Orden und Wappendevisen vervollständigen das Vollwappen, sind aber nicht zwingend erforderlich.
In der Praxis werden häufig kleines oder einfaches Wappen, mittleres und großes Wappen unterschieden. Die unterschiedlichen heraldischen Elemente werden zunehmend in dieser Folge mehr und können im Vollwappen in allem möglichen Zierrat im speziellen Wappen enden. Eine Überladung ist nicht ausgeschlossen.
Die Blasonierung wird dadurch sehr kompliziert. Die Belegung mit Herz- und/oder Mittelschild, mehrere Helme über einem oder mehreren Schilden machen das Vollwappen recht umfangreich.

## Beispiele
Das einfachste Vollwappen besteht aus dem Schild und dem „Oberwappen“ darüber: Helm mit Helmdecke und darauf die Helmzier.

Ursprüngliches Stammwappen der Grafen von Waldeck (Vollwappen)
Stammwappen der Welser (Vollwappen)

Sehr umfangreiche Wappen sind zum Beispiel:

Großes Wappen der deutschen Kaiser als Könige von Preußen
Großes Wappen des Russischen Kaiserreichs